# Look Homeward, Angel
Look Homeward, Angel: A Story of the Buried Life (en català, Mira cap a casa, àngel: una història de la vida enterrada) és una novel·la de 1929 escrita per Thomas Wolfe. En fou la primera novel·la i és considerada com una història coming-of-age altament autobiogràfica dels Estats Units. Generalment es creu que el personatge d'Eugene Grant és un retrat del propi Wolfe. La novel·la narra breument la infantesa del pare d'Eugene, però cobreix principalment el període temps entre el naixement d'Eugene el 1900 i la seva emancipació de casa als dinou anys. L'acció es desenvolupa a la ciutat natal ficcionalitzada d'Asheville (Carolina del Nord), anomenada Altamont, Catawba a la novel·la. La guionista Ketti Frings va escriure'n la guardonada adaptació teatral.
Una versió restaurada del manuscrit original de Look Homeward, Angel titulada O Lost es va publicar el 2000.

## Pel·lícula relacionada
La pel·lícula L'editor de llibres (2016) tracta de la vida de Wolfe i la seva relació amb Maxwell Perkins des del moment que Perkins va rebre el manuscrit de part d'un col·lega.